# Burkhard Malich
Burkhard Georg Josef Malich (ur. 29 listopada 1936 w Świdnicy) – niemiecki szachista, arcymistrz od 1975 roku.

## Kariera szachowa
Od połowy lat 50. do połowy 70. należał do ścisłej czołówki szachistów Niemieckiej Republiki Demokratycznej. Wielokrotnie startował w finałach indywidualnych mistrzostwach kraju, medale zdobywając w latach 1957 (I m.), 1962 (II m.), 1963 (II m.), 1967 (II m.), 1971 (II m.), 1972 (II m.), 1973 (I m.) oraz 1974 (III m.). Pomiędzy 1958 a 1972 rokiem wystąpił we wszystkich w tym okresie rozegranych ośmiu szachowych olimpiadach, a w 1970 r. – na drużynowych mistrzostwach Europy w Kapfenberg, gdzie szachiści NRD zdobyli brązowe medale. W 2004 r. wystąpił w reprezentacji Niemiec na I drużynowych mistrzostwach świata seniorów (zawodników pow. 60. roku życia), zdobywając złoty medal.
Odniósł wiele sukcesów w międzynarodowych turniejach, m.in. w:
- Zinnowitz (trzykrotnie I m. w latach 1964, 1969 i 1971),
- Amsterdamie (1971, turniej IBM-B, dz. I m. wspólnie z Janem Smejkalem),
- Lipsku (1973, dz. I m. wspólnie z Vlastimilem Hortem i Anatolijem Łutikowem oraz 1977, I m.),
- Decinie (1975, dz. II m. za Markiem Tajmanowem, wspólnie z Tamazem Giorgadze oraz 1976, I m.),
- Halle (1976, III m. za Jurijem Bałaszowem i Włodzimierzem Schmidtem).

Dwukrotnie startował w turniejach strefowych (eliminacji mistrzostw świata), w Halle (1963) zajął VI, a we Vrnjackiej Banji (1972) – IV miejsce.
Najwyższy ranking w karierze osiągnął 1 stycznia 1977 r., z wynikiem 2535 punktów dzielił wówczas 49-53. miejsce na światowej liście FIDE, jednocześnie zajmując 2. miejsce (za Wolfgangiem Uhlmannem) wśród szachistów Niemieckiej Republiki Demokratycznej.